# 大十二面截半二十面體
在幾何學中，大十二面截半二十面體是一種由正三角形、正五角星和正十角星組成的星形均勻多面體，其索引為U61，是大十二角星化六十面體的對偶多面體，具有二十面體群對稱性。外觀上在每個十角星面上呈現出浮雕狀的五角星，每個浮雕狀的五角星上面都有一個平行於十角星面的五角星面:154，因此這個立體中正五角星面和正十角星面的數量相同，皆為12個。
由於這個立體皆由正多邊形面所組成，因此有時也被歸類於星形阿基米德立體。

## 性質
大十二面截半二十面體共由44個面、120條邊和60個頂點組成。在其44個面中，有20個正三角形面、12個正五角星面和12個正十角星面。其60個頂點每個頂點都是2個十角星、1個三角形和1個五角星的公共頂點，並且這些面在頂都周圍皆是依照五角星、十角星、三角形、十角星的順序排列，在頂點圖中可以用[5/2,10/3,3,10/3]或{10/3, 5/2, 10/3, 3}來表示。若將大十二面截半二十面體作為一個簡單多面體，也就是將自相交的部分分離開來，則這個立體會有180個外部面
，分別由三種部件組成，每種部件各有60個。:154

### 表示法
大十二面截半二十面體在考克斯特—迪肯符号中可以表示為（x5⁄3x5⁄2o3*a）或（x3⁄2o5⁄3x5⁄3*a）。在威佐夫記號中可以表示為5⁄2 3 | 5⁄3。

### 尺寸
令大十二面截半二十面體邊長為單位長，則其外接球半徑為：
{\displaystyle R={\frac {\sqrt {11-4{\sqrt {5}}}}{2}}\approx 0.716891}

### 二面角
大十二面截半二十面體共有兩種二面角，分別為十角星面與三角形面的二面角以及十角星面與五角角面的二面角。
其中，十角星面與三角形面的二面角約為100.8123度：
{\displaystyle \arccos \left({\frac {-{\sqrt {15\left(5-2{\sqrt {5}}\right)}}}{15}}\right)\approx 1.759506857578\approx 100.812316964^{\circ }}
十角星面與五角角面的二面角約為116.565度：
{\displaystyle \arccos \left({\frac {-{\sqrt {5}}}{5}}\right)\approx 2.0344439357957\approx 116.565051177^{\circ }}

### 分類
由於大十二面截半二十面體的頂點圖為梯形且具備點可遞的特性，同時，其存在自相交的面，因此大十二面截半二十面體是一種自相交擬擬正多面體（Self-Intersecting Quasi-Quasi-Regular Polyhedra）。自相交擬擬正多面體一共有12種，除了小雙三角十二面截半二十面體外，其餘由阿爾伯特·巴杜羅（Albert Badoureau）於1881年發現並描述。
| 小立方立方八面體       | 大立方截半立方體           | 非凸大斜方截半立方體       | 小十二面截半二十面體   |
| 大十二面截半二十面體   | 小雙三角十二面截半二十面體 | 大雙三角十二面截半二十面體 | 二十面化截半大十二面體 |
| 小二十面化截半二十面體 | 大二十面化截半二十面體     | 斜方截半大十二面體         | 非凸大斜方截半二十面體 |

## 相關多面體
大十二面截半二十面體與截角大十二面體以及6和12複合五角柱共用相同的頂點佈局。同時，其亦與非凸大斜方截半二十面體和大斜方十二面體共用相同的邊佈局。
| 非凸大斜方截半二十面體 | 大十二面截半二十面體 | 大斜方十二面體 |
| 截角大十二面體         | 六複合五角柱         | 十二複合五角柱 |